# Масакр у Влаховићима
Злочин у Влаховићима представља масакр над српским цивилним становништвом који се догодио 9. јуна 1992. године, када су муслимански војници, припадници тзв. Армије Босне и Херцеговине убили 20 српских цивила у селу Влаховићи и околним српским засеоцима, у општини Вишеград.
Према подацима Института за истраживање српских страдања у 20. веку, муслимански / бошњачки војници су 9. јуна 1992. године извршили напад на српски део села Влаховићи, село Козар и околне српске засеоке приликом чега су убили 20 цивила српске националности, махом старије доби.
Реч је о старијим људима који су се тог дана затекли на њивама. Сви су заробљени и одведени у једну кућу где су мучени, злостављани па масакрирани. Међу жртвама су били чланови породица Шимшић, Вујкић и Томић. Неке жртве су пронађене са везаним рукама и пререзаним грлом.